# Броварки (Гадячский район)
Броварки (укр. Броварки) — село,
Кнышовский сельский совет,
Гадячский район,
Полтавская область,
Украина.
Код КОАТУУ — 5320483003. Население по переписи 2001 года составляло 451 человек.

## Географическое положение
Село Броварки находится на правом берегу реки Псёл,
выше по течению на расстоянии в 4 км расположено село Кнышовка,
ниже по течению на расстоянии в 4,5 км расположен город Гадяч.
Река в этом месте извилистая, образует лиманы, старицы и заболоченные озёра.

## Происхождение названия
На территории Украины 4 населённых пункта с названием Броварки.

## История
Около села Броварки расположен Броварковский курганный могильник (V—III вв. до н.э.).

## Объекты социальной сферы
- Школа І—ІІ ст.
- Клуб.